# صوفي مونك
صوفي شارلين أوكلاند مونك (بالأنجليزية : Sophie Charlene Akland Monk) (ولدت في 14 ديسمبر 1979) مغنية، ممثلة، كاتبة أغاني، و عارضة أزياء أسترالية مواليد لندن، كانت عضو من فرقة البوب النسائية باردو، المجموعة أصدرت ألبوم (بالأنجليزية : Calendar Girl )، بدأت تجربتها في صناعة السينما منذ عام 2006 في هوليوود حيث ظهرت في عدد من الأفلام مثل لندن (2005) , ديت موفي (2006) ، غيت اوي ، كليك (2006) ، سبرينج بريك داون .

## نشأتها
ولدت صوفي مونك في لندن بإنجلترا لأب إنجليزي وأم أسترالية. انتقل والداها إلى غولد كوست الأسترالية في كوينزلاند في عام 1982 عندما كان عمرها عامين. التحقت بمدرسة هيلينسفال الابتدائية، وسانت هيلدا، وكلية سومرست، وكلية أ. ب. باترسون، ومدرسة ماكجريجور الحكومية الثانوية، حيث تخرجت كقائد مدرسة في عام 1997. تدربت على الأوبرا الكلاسيكية بعد التخرج، عملت مونك كمنتحرة لمارلين مونرو في عالم أفلام وارنر بروس في جولد كوست.

## روابط خارجية
- صوفي مونك على موقع IMDb (الإنجليزية)
- صوفي مونك على موقع ميتاكريتيك (الإنجليزية)
- صوفي مونك على موقع روتن توميتوز (الإنجليزية)
- صوفي مونك على موقع ألو سيني (الفرنسية)
- صوفي مونك على موقع ميوزك برينز (الإنجليزية)
- صوفي مونك على موقع أول موفي (الإنجليزية)
- صوفي مونك على موقع قاعدة بيانات الأفلام السويدية (السويدية)
- صوفي مونك على موقع إن إن دي بي (الإنجليزية)
- صوفي مونك على موقع ديسكوغز (الإنجليزية)
- صوفي مونك على موقع قاعدة بيانات الفيلم (الإنجليزية)